# Doin' My Thing
Doin' My Thing è il secondo album in studio del cantante statunitense Luke Bryan. L'album è stato pubblicato il 6 ottobre 2009 dalla casa discografica Capitol Records Nashville.

## Tracce
1. Rain Is a Good Thing – 2:56
2. Doin' My Thing – 3:09
3. Do I – 3:59
4. What Country Is – 3:14
5. Someone Else Calling You Baby – 3:49
6. Welcome to the Farm – 4:27
7. Apologize – 2:52
8. Every Time I See You – 4:05
9. Chuggin' Along – 2:59
10. I Did It Again – 4:49
11. Drinkin' Beer and Wastin' Bullets – 4:19

Durata totale: 40:38

## Classifiche
| Classifica(2009)  | Posizione massima |
| ----------------- | ----------------- |
| USA Billboard 200 | 6                 |
| USA (Country)     | 2                 |

### Classifiche di fine anno
| Classifica di fine anno (2010) | Posizione |
| ------------------------------ | --------- |
| Stati Uniti                    | 91        |